# Черкесы (народ, Карачаево-Черкесия)
Черке́сы (кабард.-черк. адыгэ) — народ в Российской Федерации, проживающий в Карачаево-Черкесии, а также в Адыгее, Кабардино-Балкарии, Краснодарском и Ставропольском краях и других регионах. Численность составляет около 115 тыс. человек, в том числе в Карачаево-Черкесии — 59 тыс. человек (пер. 2021). Проживают преимущественно в городе Черкесск и 17 аулах Карачаево-Черкесской Республики.

## Этноним
Энциклопедический словарь Брокгауза и Ефрона, издававшийся в конце XIX — начале XX веков, писал:

 Уже у греческих историков встречается название керкет, которое относят именно к черкесам. Греки их называли также зюхой (у Appianа).

## История
Черкесы и Кобанская культура
Определённая часть учёных считает, что создатели и носители Кобанской археологической культуры (начало которой датируется XIII век. до н. э.) могли принадлежать к двум разным этнолингвистическим группам, а именно :
 — в ареале Пятигорского «локального варианта» вероятнее всего проживали в основном племена, родственные протокобанской этнической группе;
 — в районе Горного «локального варианта» — протовайнахи.
На раннем этапе формирования Кобанской культуры (датируемой XII веком до н. э.) не могли участвовать скифы, появление которых учёные датирует VIII век. до н. э. (см.Скифы), а также не могли участвовать сарматы, появление которых учёные датируют IV век. до н. э. (см.Сарматы)

### Черкесы в СССР
В 1921 году на Северном Кавказе образована Горская Автономная Советская Социалистическая Республика в составе РСФСР. В январе 1922 года образована Карачаево-Черкесская автономная область в составе РСФСР. В неё вошли часть земель кабардинцев и земли бесленеевцев в верховьях Кубани. Населявшие эту республику адыги (самоназвание) сохранили общий для всех этноним — черкесы.
26 апреля 1926 года Карачаево-Черкесская АО поделена на Карачаевскую АО и Черкесский национальный округ (с 1928 года автономная область). По переписи 1926 года в СССР было зафиксировано 65 270 черкесов, а по переписи 1959 года их численность снизилась до 30 453 человек.
С 1957 года — вновь Карачаево-Черкесская АО в составе Ставропольского края. С 1992 года — Карачаево-Черкесская Республика. Перепись 1970 года зафиксировала 39 785 черкесов, а по переписи 1989 года численность черкесского населения в СССР выросло до 52 363 человек.

## Язык
Черкесы КЧР говорят на кабардино-черкесском языке абхазо-адыгской семьи языков.
В 1920—1925 годах северокавказская интеллигенция, пользуясь существовавшей в эти годы относительно большей свободой, старалась наверстать упущенное в предшествовавшие годы, но эта возможность продолжалась недолго. В 1922 году, в указанный период относительной свободы, в Кисловодске была созвана «Конференция по просвещению горцев». В результате этой Конференции на Северном Кавказе были открыты школы на родных языках, а к 1925 году повсеместно введена письменность на латинской графической основе.

## Быт и культура

### Формы хозяйства
Основное занятие — отгонное скотоводство (овцы, козы, лошади, крупный рогатый скот), садоводство, виноградарство. Особое место занимало разведение лошадей.
Традиционное ремесло было в основном связано с обработкой скотоводческих продуктов: выделка сукна, изготовление одежды, бурок и т. д. Черкесское сукно особенно высоко ценилось у соседних народов. На юге Черкесии была развита обработка дерева. Широко распространено было кузнечное ремесло, оружейное дело.
Черкесы были объединены в независимые сельские общины «лъэпкъ», имевшие органы самоуправления из выходцев из родовых групп (в основном — из зажиточных общинников). Их члены были связаны круговой порукой, пользовались общими земельными и пастбищными угодьями, правом голоса на народных собраниях. Сохранялись патрилинейные родственные группы (члены которых иногда образовывали особые кварталы в селениях), обычаи кровной мести, гостеприимство, куначество. Большая патриархальная семья, включавшая несколько поколений и насчитывавшая до 100 человек, преобладала до XVIII века. Семейные общины частично начали возрождаться в конце XIX века. Брак был строго экзогамным. Брачные запреты распространялись на всех родственников по обеим линиям, на потомков людей, находившихся в молочном родстве. Бытовали левират и сорорат, аталычество. Браки заключались через уплату калыма.
Усадьба обносилась оградой. Жилые помещения строились обычно фасадом на юг. Жилище имело плетёные стены на столбовом каркасе, обмазанные глиной, двух- или четырёхскатную крышу из плетня, покрытую соломой, глинобитный пол. Состояло из одной или нескольких комнат (по числу в семье супружеских пар), примыкающих в ряд друг к другу, двери каждой комнаты выходили во двор. Кунацкой служила одна из комнат или отдельная постройка. У стены между дверью и окном устраивали открытый очаг с плетёным дымарём, внутри которого устанавливали перекладину для подвешивания котла. Хозяйственные постройки также делались из плетня, часто имели круглую или овальную форму. Современные черкесы возводят квадратные многокомнатные дома.

### Одежда
Традиционный мужской костюм — черкеска однобортный кафтан с открытой грудью, длиной чуть ниже колен, с широкими рукавами. Молодые мужчины в возрасте воина носили черкески с короткими рукавами — чтобы не стесняли движений в бою. С обеих сторон груди нашивались газыри (кабард.-черк. хьэзыр — готовый) — прошитые тесьмой узкие кармашки для особых герметичных пенальчиков, чаще — костяных. В пенальчике была мерка пороха и завернутая в тряпицу пуля, отлитая по мерке ружья владельца. Пенальчик позволял быстро зарядить ружьё на всем скаку. Крайние кармашки, расположенные почти подмышками, использовались для хранения сухих щепок на растопку. Позже, с появлением ружей, где порох воспламенялся не фитилем или кремнем, а капсюлем, крайние кармашки стали использоваться для хранения капсюлей. Черкеска строго различалась у мужчин по сословной принадлежности цветом — белого цвета у князей (кабард.-черк. пщы), красного у дворян (кабард.-черк. уэркъ), серый, коричневый и чёрный у крестьян (синий, зелёный и другие цвета как правило не использовали). Бешмет (кабард.-черк. къэптIал) по покрою напоминал черкеску но был с закрытой грудью и стоячим воротником, узкими рукавами, длина его была чуть выше колена, шился как правило из светлого и более тонкого материала, часто бешмет был стеганый на ватной или шерстяной основе. Штаны (кабард.-черк. гъуэншэдж) с широким шагом к низу сужались. Папаха (кабард.-черк. пыIэ) шилась из овчины, белого, чёрного или бурого цвета, высота варьировалась. Также у черкесов имели большое распространение в быту войлочные шляпы (кабард.-черк. упщIэ пыIэ). Башлык (кабард.-черк. щхьарыхъуэн) шили из тонкого домашнего сукна или покупного материала, украшался басонными изделиями, редко вышивкой, чаще белого цвета но бытовали и тёмных оттенков. Бурка (кабард.-черк. щIакIуэ, кIакIуэ) — длинный, войлочный плащ, чёрного, редко белого цвета. Наборный пояс. Пряжка его использовалась как кресало для высечения огня. Обувь — чувяки (кабард.-черк. цывакъэ) шились из сафьяна красного цвета, как правило бытовали у высшего сословия, крестьяне носили чувяки из сыромятной кожи или из войлока. Ноговицы (кабард.-черк. лъей) — из тонкой кожи или сафьяна, украшенные галунами с подвязками под коленом с серебряными пряжками. Обязательными предметами мужского костюма были кинжал и шашка. Кинжал (кабард.-черк. къамэ) — рукоять и ножны богато украшались серебром, как правило, черненым — что бы не демаскировать владельца, как и рукоять шашки (кабард.-черк. сэшхуэ), но ножны шашки украшались галуном и вышивкой золотом (этой работой занимались молодые девушки горцев). Сейчас только некоторые имеют полный комплект национального костюма и появляются в нём по праздникам.
Женская одежда была весьма разнообразна и богата украшена. Как и мужская одежда она различалась в сословных вариациях. В костюм женщины входило платье, кафтан, рубаха, штаны, многообразие головных уборов и обуви.
Платье — (кабард.-черк. бостей, бохуцей, зэгъалъэ, сай) длинное, распашное с открытой грудью, рукава узкие или широкие до кисти или короткие до локтя. Праздничные платья шили из дорогих, покупных тканей: шёлк, бархат, тафта… Цветовая гамма женской одежды была также сдержанна, редко использовали синий, зелёный и яркие пёстрые тона, предпочтение было белым, красным, чёрным, коричневым оттенкам. Края платья и швы закрывались и обшивались галуном и тесьмой из золотых и серебряных ниток, края подола, рукава украшали золотым шитьём. Зимой носили бархатные или из плотного шёлка платья, простёганные на вате или шерсти, редко ворот и подол с рукавами такого платья обшивался мехом. К рукавам крепились нарукавные подвески (кабард.-черк. Iэщхьэ бэлагъ) в виде длинных лопастей, которые богато украшались вышивкой золотом.
Кафтанчик — (кабард.-черк. кIэщI) чуть выше колена в длину, он напоминал по покрою платье, только имел закрытую грудь с плотным рядом серебряных застёжек и со стоячим воротом. Шили кафтанчик из плотных материалов: шёлк, бархат… и также украшался золотым шитьём. Часто кафтанчик носили без платья, в виде верхней одежды. Девушкам в период созревания надевали кожаный корсет (кабард.-черк. хуэншыбэ), который стягивал грудь и стан девушки, носила его девушка до замужества, до брачной ночи…
Поверх платья или кафтанчика надевали пояс (кабард.-черк. дыжьын бгырыпх) плотно обтягивающий талию, с массивной серебряной пряжкой, украшенной камнями. Ближе к XIX веку пряжки стали делать более тонкими и изящными, чаще это были работы приезжих мастеров, в начале XX века получили распространение новые пояса, полностью сделанные из серебра в виде скрепленных звеньев с фигурными пряжками, бытовали такие пояса вплоть до 1930-х годов.
Рубаха (кабард.-черк. джанэ) — была с узкими рукавами до кисти, длинной до пят, девушки из состоятельных семей шили её из дорогих, однотонных, тонких материалов: красного, белого, жёлтого цветов. Рукава таких рубах шили длинными, закрывающими кисти девушки.
Головные уборы женщин были весьма разнообразны: платки, шали, шапочки, подвязки и подвески для волос… Молодые девушки из знатных семей до рождения первого ребёнка носили шапочки (кабард.-черк. дыщэ пыIэ) на твёрдой, кожаной основе украшенные по околышу галунами или вышивкой с округлой или конусообразной верхушкой, центр которой венчал серебряный шарик, полумесяц или фигура птички. Поверх шапочки накидывалась легкая шелковая шаль или накосное украшение (кабард.-черк. щхьэц пыщэ) которое тонким шнуром крепилось к верхушке шапочки и в виде двух длинных лент спускалось вниз, сзади каждой ленты были шнурки под которые протягивали косы, такие накосники украшали золотым шитьём и басонными изделиями. К шапочке также крепились височные подвески в виде басонных изделий или из серебра весьма крупных размеров, но изящных и легких по форме.
Обувь (кабард.-черк. вакъэ) — как и мужская шилась из кожи или делали из тонкого войлока. Богатые девушки носили красные, сафьяновые чувяки, украшенные вышивкой и тесьмой, на праздничные выходы поверх чувяк надевали высокие деревянные ходули (кабард.-черк. пхъэ вакъэ) в виде скамеечек, обтянутые бархатом и украшенные серебром.
Из украшений девушки носили кольца, серебряные подвески (кабард.-черк. лъэныкъуэ щIыIу) которые крепились на груди, вдоль выреза платья в виде вытянутых миндалин, цепочки с подвесками, кулонами. Бусы и браслеты были не очень популярны у черкешенок.
Обязательным элементом одежды благородных (аристократических) адыгских мужчин было холодное оружие.
Бешмет подпоясывался так называемым сабельным опоясьем, то есть кожаным поясом, украшенным медными и серебряными бляшками, к которому прикреплялся кинжал и сабля.
Адыги (черкесы) носили кинжалы типа — Кама (кинжал), либо типа бебут, которые ко всему прочему имели функции оберега, использовались для исполнения разных обычаев и ритуалов. Восточный кинжал типа — джамбия, был распространен у убыхов и шапсугов.
Из сабель, в зависимости от состоятельности владельца, предпочиталась Сабля мамлюкского типа, либо Килич (турецкая сабля), либо Гаддарэ (иранская сабля).
Элементом одежды всадника считался даже лук (оружие) с колчаном для стрел.
Адыги (черкесы) всегда при себе имели небольшой нож (кабард.-черк. жан), который мог использоваться в бытовых целях, но который не был виден и потому не был элементом одежды.
Пища
В летнее время года в пищу употребляются в основном молочные продукты и овощные блюда, зимой и весной преобладают мучные и мясные блюда. Наиболее популярен слоёный хлеб из пресного теста, который употребляют с калмыцким чаем (зелёным с солью и сливками). Выпекают также дрожжевой хлеб. Широко употребляются кукурузная мука и крупа. Национальное блюдо: либжа и шипс — курица или индюшка с соусом, заправленным толчёным чесноком и красным перцем. Это блюдо также является национальным у абазин, но называется дзырдзой. Мясо водоплавающих птиц употребляют только жареным. Баранину и говядину подают к столу варёными, обычно с приправой из кислого молока с толчёным чесноком и солью (бжыныху шыпс). После варёного мяса обязательно подают бульон, после жареного — кислое молоко. Из просяной и кукурузной муки с мёдом к свадьбе и по большим праздникам готовят бэхъсымэ (мэхъсымэ) (национальный слабоалкогольный напиток). По праздникам делают халву (из поджаренной пшённой или пшеничной муки в сиропе), пекут пирожки и пироги (лэкъум, дэлэн, хьалывэ, хъыршын).
Медицина
По данным французского агента шведского короля Карла XII Абри де ла Мотрэ, задолго до 1711 года в Черкесии владели навыками массового оспопрививания. Абри де ла Мотрэ оставил подробное описание процедуры оспопрививания у черкесов в селении Деглиад: «… производили прививку маленькой девочке четырёх или пяти лет… Девочку отнесли к маленькому мальчику трех лет, который был болен этой болезнью и у которого оспинки и прыщики начали гноиться» и т. п. Напомним, что только 14 мая 1796 года английский аптекарь и хирург Дженнер привил коровью оспу 8-летнему Джеймсу Фипсу.

## Культура и религия
В древней культуре адыгов (черкесов) центральное место занимает морально-этический и философский кодекс «Адыгэ Хабзэ», сформировавшийся под воздействием древней религиозной системы черкесов.
В фольклоре центральное место занимает нартский эпос, положительные герои которого служат образцом соблюдения кодекса «Адыгэ Хабзэ».
Развито искусство сказителей и исполнителей песен (кабард.-черк. джэгуакIуэ). Распространены песни-плачи (кабард.-черк. гъыбзэ), трудовые и шуточные песни. Традиционные музыкальные инструменты — скрипка (кабард.-черк. шыкIэпщынэ), свирель (кабард.-черк. бжьэми), трещотка (кабард.-черк. пхъэцIыч), различные бубны, на которых играли руками и палочками. В конце XVIII века получила распространение гармоника.
Черкесские поговорки: «Шапсуг не любит жечь порох», «смерть наездника в бою — плач в его дому, а потеря оружия — плач в целом народе», «настоящий воспитанный джигит должен покидать застолье с тем, чтобы сразу смог бы присутствовать ещё раз за таким же угощением» и др.
Из истории известно, что в древности у черкесов бытовал Обряд воздушного погребения.

### Ислам
Процесс принятия ислама черкесами был поэтапным и началось в XIV веке при распространении влияния Золотой Орды на Северном Кавказе. В начале XVI веке Джованни Лука писал, что «Одни из них магометане, другие следуют греческому обряду, но первых больше».
Если к XVI веку лишь отдельные группы черкесов исповедовали ислам, то к концу XVIII века ислам укоренился среди всех черкесов. В целом ислам стал идеологической базой консолидации черкесских обществ конца XVIII века и первой половины XIX века, в борьбе против экспансии Российской империи, война с которой продолжалась до 21 мая 1864 года. Исламская этика стала составляющей самосознания черкесского народа, его религиозной самоидентификации.
В настоящее время черкесы исповедуют ислам суннитского толка ханафитского и ханбалитского мазхаба.